# Malá Pěna
Malá Pěna(polsky Mała Panew, německy Malapane) je řeka v jihozápadním Polsku, pravý přítok Odry. Protéká Slezským a Opolským vojvodstvím. Pramení nedaleko města Koziegłowy. Na dolním toku řeky mezi Turawou a Ozimkem byla postavena retenční Turawská přehradní nádrž (polsky Jezioro Turawskie, původně německy Hitlersee, místně Hitleszy). Soutok s Odrou se nachází na pomezí Opolí a obce Dobrzeń Wielki.